# Gabalas IV

Diocese do Oriente

Gabalas IV (em grego: Γαβαλᾶς; 528), também conhecido como Jabalá IV ibne Alharite (em árabe: جبلة بن الحارث; romaniz.: Jabalah IV ibn al-Ḥārith), ou por seu tecnonímico Abu Xamir (em árabe: أبو شمر), foi um governante dos gassânidas. Primeiro como inimigo do Império Bizantino, invadiu a Palestina mas foi derrotado, tornando-se vassalo de 502 até ca. 520, e novamente de 527 até sua morte um ano depois.

## Biografia
Gabalas foi o filho de Aretas (Alharite) e neto do xeique Talaba. Aparece pela primeira vez nas fontes históricas em 498 durante o reinado do imperador bizantino Anastácio I Dicoro (r. 491–518), quando, de acordo com Teófanes, o Confessor, a Diocese do Oriente sofreu com grandes raides árabes. O chefe de um dos grupos árabes que invadiram o território bizantino foi Gabalas, que atacou a Palestina antes de ser derrotado e rechaçado pelo duque Romano. Romano, em seguida, começou a expulsar os gassânidas da ilha de Jotabe (moderna Tirã), que controlava o comércio com o mar Vermelho e que tinha sido ocupada pelos árabes desde 473. Após uma série de duros combates, a ilha retornou para o controle bizantino.
Em 502, o imperador Anastácio concluiu um tratado de aliança com os quinditas e gassânidas, transformando-os em aliados imperiais (federados). Com a eclosão da Guerra Anastácia contra o Império Sassânida, os gassânidas lutaram no lado bizantino, embora apenas numa operação: um ataque contra a capital lacmida de Hira em julho de 513, que é explicitamente atribuído a eles pelas fontes. Os gassânidas assentaram-se fundo dentro das fronteiras bizantinas, e numa fonte siríaca de julho de 519, são atestados como tendo uma sede "opulenta" em Gabita (Aljabia), em Gaulanita (Colinas de Golã), onde Gabalas sucedeu seu pai como rei sobre sua tribo. Com a ascensão do pró-calcedônio Justino I (r. 518–527) para o trono imperial em 518 e a subsequente reimposição da ortodoxia calcedônia em todo o império, contudo, os gassânidas, firmemente monofisistas, retiraram-se da aliança ca. 520 e retornaram para o norte de Hejaz.
Não foi até o último ano do reinado de Justino que a aliança entre o Império Bizantino e os gassânidas foi restaurada. Embora os gassânidas não sejam explicitamente citados nas fontes, o estudioso Irfan Shahîd identifica Gabalas com o filarco árabe conhecido como o apelido Tafaras (em grego: Ταφαρᾶς; em árabe: الأصفر; romaniz.: al-Aṣfar). Seu original em árabe é a versão arábica do gentílico honorífico romano "Flávio", que pode ter sido atribuído a Gabalas pelo imperador no seu regresso à fidelidade bizantina; a identificação, contudo, não é certa. Em 528, os gassânidas tomaram parte no conflito com a Pérsia e seus aliados lacmidas, primeiro em uma expedição punitiva contra o governante lacmida Alamúndaro III, e então na Batalha de Tanúris, sob comando de Belisário, onde Gabalas foi morto quando caiu de seu cavalo.

### Família
A esposa de Gabalas parece ter sido Maria, que estava de acordo com a tradição árabe da famosa princesa quindita. Dela, teve pelo menos três filhos: o famoso Flávio Aretas (Alharite ibne Jabalá), que o sucedeu, Abocarabo (Abu Caribe), que foi filarco na província da Palestina III, e, como resultado de seu tecnonímico, um filho mais velho chamado Xamir, sobre quem nada se sabe.